# Immanuel Jakobovits
Pour les articles homonymes, voir Jakobovits.
Immanuel Jakobovits (baron Jakobovits) (8 février 1921, Königsberg, province de Prusse-Orientale-31 octobre 1999, Londres, Royaume-Uni) est le grand-rabbin des United Hebrew Congregations of the Commonwealth de 1967 à 1991. Il est auparavant grand-rabbin d'Irlande, puis rabbin de la Fifth Avenue Synagogue de New York. Il est le premier grand-rabbin à la Chambre des lords en 1988 et devient le baron Jakobovits. Il est un spécialiste de la bioéthique et la loi juive (Halakha). En 1991, il reçoit le prix Templeton. Il est le gendre du rabbin Élie Munk. Son épouse est Lady Amélie Jakobovits.

## Éléments biographiques
Immanuel Jakobovits est né le 8 février 1921, à Königsberg, en province de Prusse-Orientale,. Il est le fils de Julius (Yoel) Jakobovits, rabbin à Königsberg. La famille Jakobovits s'établit à Berlin dans les années 1920, le rabbin Julius Jakobovits devenant juge au tribunal rabbinique (Dayan).

### Londres
En 1938, les Jakobovits, face aux persécutions nazies, se réfugient à Londres.
Il étudie à la Yechiva Etz Chaim à Londres, avec les rabbins Elya Lopian, Leib Gurwicz et Nachman Shlomo Greenspan, dont il reçoit son diplôme rabbinique (Semikha).
Il étudie aussi au Jew's College de Londres et à l'université de Londres, dont il obtient un baccalauréat B.A. et un doctorat (Ph.D.).

### Famille
Immanuel Jakobovits épouse Amélie Munk, la fille aînée du rabbin Élie Munk de Paris. Ils ont six enfants. 

### Le rabbinat

#### Synagogue de Brondesbury
Il devient rabbin de la Synagogue de Brondesbury.

#### Grand-rabbin d'Irlande
En 1949, il devient à l'âge de 27 ans, grand-rabbin d'Irlande, position qu'il occupe pendant sept ans.

#### Rabbin de la Fifth Avenue Synagogue à New York
De 1956 à 1966, il devient rabbin de la Fifth Avenue Synagogue à Manhattan, New York.

#### Grand-rabbin du Royaume-Uni
En 1966, Immanuel Jakobovits devient le grand-rabbin du Royaume-Uni (Chief Rabbi of the United Hebrew Congregation of the British Commonwealth). Il dirige cette communauté jusqu'à sa retraite en 1991, soit pendant un quart de siècle.

#### Décès
Il décède à Londres le 31 octobre 1999. Il est enterré à Jérusalem, sur le mont des Oliviers. 
Amélie Jakobovits décède à Londres le 7 mai 2010, des suites d'une pneumonie. Après des funérailles à Londres, le dimanche é9 mai 2010, elle est enterrée à Jérusalem, en Israël, ,,, sur le mont des Oliviers, aux côtés de son époux.

#### Mémoire
Un parc en sa mémoire a été construit par le KKL dans le village d'Hoshaya en Gallilée.

## Œuvres
- (en) Jewish Medical Ethics, 1959, 1975
- (en) Jewish Law Faces Modern Problems, 1965
- (en) Journal of a Rabbi, 1966
- (en) The Timely and The Timeless: Jews, Judaism and Society in a Storm-tossed Decade, 1977
- (en) If Only My People: Zionism in My Life, 1984
- (en) Dear Chief Rabbi: From the Correspondence of Chief Rabbi Immanuel Jakobovits on Matters of Jewish Law, Ethics and Contemporary Issues, 1980-1990, 1995
- (en) Lord Jakobovits in Conversation, 2000

## Honneurs
- Chevalier (Knight) par la reine d'Angleterre le 22 juillet 1981.
- Anobli (Life Peer), comme baron Jakobovits de Regent's Park, le 5 février 1987, le premier rabbin nommé à une telle position.
- Lambeth DD (Doctor of Divinity) par l'archevêque de Cantorbéry en 1987, le premier rabbin à recevoir ce titre.
- prix Templeton (1991).